# Голосування на пісенному конкурсі Євробачення
Голосування на пісенному конкурсі Євробачення проводиться щорічно після виступу всіх учасників для визначення переможця. Кожна країна-учасник роздає іншим країнам два набори балів (12, 10 та від 1 до 8): один — від телеглядачів, інший — від професійного журі. Сучасна система голосування діє з 2016 року.
На початку заснування Євробачення пісні оцінювало демографічно репрезентативне журі, до якого входили звичайні люди. В 1998 році почало поширюватися телефонне голосування, і журі почали використовувати як запасний варіант на випадок несправностей у системі телефонного голосування. Так, наприклад, у 2003 році через проблеми в системі голосування ірландського мобільного оператора Eircom, ірландський національний мовник Raidió Teilifís Éireann не отримав результати телеголосування вчасно і замінив їх результатами голосування журі. У 1998—2003 роках телеглядачі могли голосувати лише протягом 5 хвилин після завершення останньої пісні, у 2004—2006 роках термін голосування становив уже 10 хвилин, у 2007—2009 роках — 15 хвилин. У 2010—2011 глядачі могли голосувати протягом усього шоу; у 2012 році це правило було скасовано, а 2024 року знову набуло чинності для фіналу конкурсу.
З 1956 до 1992 року організатори зв'язувалися з журі телефоном, щоб дізнатися їхні оцінки. Починаючи з 1993 року організатори в прямому ефірі зв'язуються з країнами супутниковим зв'язком, і їхні речники в прямому ефірі зачитують оцінки. До 2003 року речники мали зачитувати оцінки англійською та французькою мовами, але починаючи з 2004 року — лише однією з мов через часові обмеження. Через ті ж часові обмеження з 2006 до 2015 року речники зачитували вголос лише тих, хто отримував 8, 10 та 12 балів, а 1-7 балів висвітлювались на екрані. Починаючи з 2016 року речники оголошують лише тих, хто отримав 12 балів. У 2008 році з'явилася смужка (англ. progress bar), яка показує кількість країн, які вже оголосили свої бали і скільки залишилося.

## Системи голосування
| Рік       | Бали              | Система голосування |
| --------- | ----------------- | --- |
| 1956      | 2                 | Кожен з двох членів журі з кожної країни давав по одному балу своїй улюбленій пісні. |
| 1957–61   | 10–1              | Десять членів журі розподіляли 10 балів поміж своїх улюблених пісень. |
| 1962      | 3–1               | Десять членів журі в кожній країні, кожен давав трьом найкращим пісням 3, 2 або 1 бал. |
| 1963      | 5–1               | Двадцять членів журі давали п'ятьом найкращим пісням від 1 до 5 балів. |
| 1964–66   | 5, 3, 1           | Десять членів журі давали трьом найкращим пісням 5, 3 або 1 бал. |
| 1967–69   | 10–1              | Десять членів журі розподіляли 10 балів поміж своїх улюблених пісень. |
| 1970      | 10–1              | Десять членів журі розподіляли 10 балів поміж своїх улюблених пісень. Також існувала можливість додаткового раунду при нічийному результаті. |
| 1971–73   | 10–2              | Два члена журі, один з яких молодше 25 років, а інший старше 25 років, ставили кожній пісні від 1 до 5 балів. |
| 1974      | 10–1              | Десять членів журі розподіляли 10 балів поміж своїх улюблених пісень. |
| 1975–96   | 12, 10, 8–1       | Колегія журі кожної країни, яка мала складатися з як мінімум одинадцяти членів (пізніше мінімальна кількість була піднята до шістнадцяти), давала найкращій пісні 12 балів, другій найкращій 10, третій найкращій 8, четвертій найкращій 7, п'ятій найкращій 6 балів і так далі аж до десятої найкращої пісні, якій давався 1 бал. |
| 1997      | 12, 10, 8–1       | Двадцять країн використовували стару систему журі, а п'ять країн перейшли на телеголосування. |
| 1998–2000 | 12, 10, 8–1       | Всі країни використовували телеголосування для розподілу балів. У випадку неполадок в системі телефонного голосування, бралося до уваги голосування журі. |
| 2001–02   | 12, 10, 8–1       | Кожна країна мала вибір між тільки телеголосуванням та телеголосуванням із журі порівну. У випадку неполадок в системі телефонного голосування, бралося до уваги виключно голосування журі. |
| 2003–08   | 12, 10, 8–1       | Всі країни зобов'язані використовувати телеголосування або голосування за допомогою СМС для розподілу балів. У випадку неполадок в системі телефонного голосування, бралося до уваги голосування журі, яке складалося із восьми членів. |
| 2009–15   | 12, 10, 8–1       | Бали розподілялися 50 на 50 між телеголосуванням чи СМС-голосуванням та голосуванням журі, за виключенням Сан-Марино, де всі бали визначало журі, оскільки ця країна користується італійськими мобільними операторами і тому неможливо відділити санмаринські голоси від італійських. |
| з 2016    | (12, 10, 8-1) × 2 | у журі та телеглядачів є у кожного свій набір балів. Спочатку оголошуються голоси журі кожної країни, вголос оголошується тільки оцінка в 12 балів, інші оцінки просто показуються на екрані. Після цього оголошуються бали визначені телеголосуванням. Оголошуються бали отримані кожною країною починаючи країною, яка отримала найменше балів, і закінчуючи країною, яка отримала найбільше балів. Таким чином, на відміну від попередніх років, стає зрозумілим хто переможець тільки на останніх хвилинах оголошення результатів голосування. |
| з 2023    | (12, 10, 8-1) × 2 | 22 листопада 2022 року EBU оголосив про серйозні зміни в системі голосування на конкурсі 2023 року. Результати півфіналу визначатимуться винятково телеголосуванням, як це було в період між 2004 і 2007 роками, тоді як результати фіналу визначатимуть як національні журі, так і телеголосування, як це відбувається з 2009 року. У випадку, якщо країна не зможе надати результати телеголосування для півфіналу, використовуватимуться резервні результати журі, а якщо проблема не зникне до фіналу, бали журі, нараховані у фіналі, будуть подвоєні, замінюючи попередню процедуру використання алгоритму для розрахунку та призначення балів на основі країн із подібними моделями голосування. Якщо журі країни дискваліфіковано, бали телеголосування від цієї країни будуть подвоєні та використані як заміна у фіналі. Глядачі з країн, які не беруть участі в шоу, також зможуть голосувати в усіх шоу, при цьому їхні голоси будуть узагальнюватися та представлятися як один окремий набір балів у розділі «Решта світу». Ці глядачі зможуть голосувати через онлайн-платформу. На цю платформу поширюється таке саме обмеження, як і при голосуванні шляхом SMS чи телефонного дзвінка країни-учасниці: не більше 20 голосів з однієї кредитної картки, причому, проголосувати можна лише за одну трансакцію. |

На Євробаченні 2004 було внесено зміну до правил, відповідно до якої в фіналі могли голосувати всі країни, а не тільки ті, які пройшли до фіналу. В результаті цього на конкурсі перемогла представниця України Руслана із рекордними на той момент 280 балами. Якби нове правило не було запроваджено і конкурс проходив би за правилами минулого року, то тоді б переміг представник Сербії та Чорногорії Желько Йоксимович зі 190 балами, а Руслана набрала б лише 175 балів. Правило про те, що у фіналі можуть голосувати всі країни, які беруть участь в цьогорічному Євробаченні, діє і дотепер. Також в 2006 році Сербії та Чорногорії дозволили голосувати у півфіналах та фіналі попри те, що країна не змогла взяти участь в конкурсі через скандал на національному відборі.
В 2008 році із запровадженням другого півфіналу були змінені правила голосування у півфіналах. До фіналу виходили дев'ять пісень обрані телеголосуванням та одна пісня вибрана національними журі. Це нововведення стало об'єктом критики зі сторони Республіки Македонії, яка в півфіналах 2008 та 2009 року займала десяті місця за телеголосуванням. Починаючи з 2010 року результати телеголосування та національних журі складалися разом і за сумарними результатами обиралися десять фіналістів. Національні журі складаються з п'яти професіоналів музичної сфери, які призначаються національним мовником.

## Журі
Кожна країна має власну колегію журі, яка складається з п'яти членів, і яка виставляє учасникам з інших країн 1-8, 10 або 12 балів. Склади колегій журі оголошуються за тиждень до початку конкурсу. Існують такі вимоги до членів журі:
- Журі складається з представників таких п'яти професій: виконавець, композитор, продюсер, автор текстів та ведучий.
- Кожен член журі має призначити свого дублера на випадок, якщо з якихось причин не зможе сам брати участь в роботі журі.
- Член журі не може бути співробітником телемовника, який бере участь в конкурсі.
- Членом журі не може бути той, хто брав участь у створенні пісні, яка братиме участь в конкурсі.
- Членом журі не може бути той, хто вже був ним протягом останніх трьох років.

## Тайбрейки

Система визначення переможця при нічийному результаті.

Тайбрейки (правила визначення переможця при нічийному результаті) були запроваджені після конкурсу 1969 року, на якому переможцями стали одразу чотири країни які отримали однакову кількість балів: Велика Британія, Іспанія, Нідерланди та Франція. Через цей інцидент Австрія, Норвегія, Португалія, Фінляндія та Швеція відмовились від участі в конкурсі наступного року в знак протесту.
Алгоритм визначення переможця є таким:
1. Якщо декілька країн мають однакову кількість балів, то переможцем стає та із них, яка отримала бали від більшої кількості країн
2. Якщо країни-претенденти отримали бали від однакової кількості країн, переможцем стає та країна, яка отримала більше балів на телеголосуванні (у випадку якщо якась країна не проводила телеголосування, голоси журі враховуються як голоси з телеголосування)[11].
3. Якщо країни-претенденти мають однакову кількість балів з телеголосування, переможцем стає країна, яка отримала більше оцінок в 12 балів.
4. Якщо країни-претенденти мають однакову кількість оцінок в 12 балів, то далі враховуються оцінки в 10 балів. Якщо і вони однакові, далі враховуються оцінки 8, 7, 6 і аж до 1.
5. Якщо перелічені вище кроки не допомогли встановити переможця, їм стає країна, виступ якої відбувся раніше (має менший порядковий номер виступу).

Спочатку ці правила застосовувались тільки для визначення переможця. З 2008 року вони застосовуються для будь-якого місця. Єдиним випадком, коли ці правила застосовувались для визначення переможця був конкурс 1991 року, коли Швеція та Франція обидві отримали по 146 балів. Сучасні правила тайбрейку були запроваджені у 2003 році, в 1991 вони були трошки іншими. Визначення переможця починалося одразу з порівняння кількості оцінок в 12 балів. У Швеції та Франції їх було однаково по чотири. Кількість оцінок в 10 балів у Швеції була п'ять, а у Франції тільки дві, тому Швецію було оголошено переможцем, а Франція отримала друге місце.

## Найвищі бали
Нижче наведено країни, які набрали у певні роки понад 300 балів. З них пісня «A Million Voices» російської виконавиці Поліни Гагаріної стала першою, яка набрала більше ніж 300 балів і не перемогла, а пісні «You Are the Only One» російського виконавця Сергія Лазарєва та «Sound of Silence» австралійської виконавиці Дамі Ім першими, які набрали понад 400 та 500 балів відповідно, які теж не перемогли. Оскільки кількість країн, які можуть голосувати, та системи голосування часто змінюються, відсоток від загальної кількості балів може бути більш об'єктивним.
| Рік  | Місце | Країна             | Пісня                 | Виконавець                  | Бали | Відсоток |
| ---- | ----- | ------------------ | --------------------- | --------------------------- | ---- | -------- |
| 2017 | 1     | Португалія         | Amar Pelos Dois       | Салвадор Собрал             | 758  | 15.56    |
| 2022 | 1     | Україна            | Stefania              | Kalush Orchestra            | 631  | 12.62    |
| 2024 | 1     | Швейцарія          | The Code              | Nemo                        | 591  | 13.59    |
| 2023 | 1     | Швеція             | Tattoo                | Лорін                       | 583  | 13.40    |
| 2024 | 2     | Хорватія           | Rim Tim Tagi Dim      | Baby Lasagna                | 547  | 12.57    |
| 2016 | 1     | Україна            | 1944                  | Джамала                     | 534  | 10.96    |
| 2018 | 1     | Ізраїль            | Toy                   | Нетта                       | 529  |          |
| 2023 | 2     | Фінляндія          | Cha Cha Cha           | Käärijä                     | 526  | 12.09    |
| 2021 | 1     | Італія             | Zitti e buoni         | Måneskin                    | 524  | 11.58    |
| 2016 | 2     | Австралія          | Sound of Silence      | Дамі Ім                     | 511  | 20       |
| 2021 | 2     | Франція            | Voilà                 | Барбара Праві               | 499  | 11.03    |
| 2019 | 1     | Нідерланди         | Arcade                | Дункан Лоренс               | 498  | 10.47    |
| 2016 | 3     | Росія              | You Are The Only One  | Сергій Лазарєв              | 491  | 10.08    |
| 2019 | 2     | Італія             | Soldi                 | Махмуд                      | 472  | 9.92     |
| 2022 | 2     | Велика Британія    | Space Man             | Сем Райдер                  | 466  | 10.04    |
| 2022 | 3     | Іспанія            | SloMo                 | Шанель                      | 459  | 9.89     |
| 2024 | 3     | Україна            | Teresa & Maria        | alyona alyona та Jerry Heil | 453  | 10.41    |
| 2024 | 4     | Франція            | Mon amour             | Сліман                      | 445  | 10.23    |
| 2022 | 4     | Швеція             | Hold Me Closer        | Корнелія Джейкобс           | 438  | 9.44     |
| 2018 | 2     | Кіпр               | Fuego                 | Елені Фурейра               | 436  |          |
| 2021 | 3     | Швейцарія          | Tout l'univers        | Gjon's Tears                | 432  | 9.55     |
| 2009 | 1     | Норвегія           | Fairytale             | Олександр Рибак             | 387  | 15.89    |
| 2021 | 4     | Ісландія           | 10 years              | Daði og Gagnamagnið         | 378  | 8.35     |
| 2024 | 5     | Ізраїль            | Hurricane             | Еден Ґолан                  | 375  | 8.62     |
| 2017 | 3     | Молдова            | Hey mamma             | SunStroke Project           | 374  | 7.68     |
| 2019 | 3     | Росія              | Scream                | Сергій Лазарев              | 370  | 7.78     |
| 2012 | 1     | Швеція             | Euphoria              | Лорін                       | 372  | 15.27    |
| 2015 | 1     | Швеція             | Heroes                | Монс Сельмерлев             | 365  | 15.73    |
| 2021 | 5     | Україна            | Шум                   | Go_A                        | 364  | 8.04     |
| 2019 | 4     | Швейцарія          | She Got Me            | Лука Генні                  | 364  | 7.65     |
| 2017 | 4     | Бельгія            | City Lights           | Бланш                       | 363  | 7.45     |
| 2023 | 3     | Ізраїль            | Unicorn               | Ноа Кірел                   | 362  | 8.32     |
| 2023 | 4     | Італія             | Due vite              | Марко Менгоні               | 350  | 8.05     |
| 2017 | 5     | Швеція             | I Can't Go On         | Робін Бенгтссон             | 344  | 7.06     |
| 2018 | 4     | Німеччина          | You Let Me Walk Alone | Міхаель Шульте              | 340  |          |
| 2019 | 5     | Швеція             | Too Late for Love     | Джон Лундвік                | 334  | 7.02     |
| 2017 | 6     | Італія             | Occidentali's Karma   | Франческо Габбані           | 334  | 6.86     |
| 2019 | 6     | Норвегія           | Spirit in the Sky     | KEiiNO                      | 331  | 6.96     |
| 2022 | 5     | Сербія             | In Corpore Sano       | Констракта                  | 312  | 6.72     |
| 2016 | 4     | Болгарія           | If Love Was a Crime   | Полі Генова                 | 307  | 6.30     |
| 2019 | 7     | Північна Македонія | Proud                 | Тамара Тодевська            | 305  | 6.41     |
| 2015 | 2     | Росія              | A Million Voices      | Поліна Гагаріна             | 303  | 13.06    |
| 2019 | 8     | Азербайджан        | Truth                 | Chinqiz                     | 302  | 6.35     |
| 2021 | 6     | Фінляндія          | Dark side             | Blind Channel               | 301  | 6.65     |

## Нуль балів

Країни за кількістю разів, коли вони отримували нуль балів.

### До 1975
| Рік  | Країна     | Виконавець             | Пісня                                     |
| ---- | ---------- | ---------------------- | ----------------------------------------- |
| 1962 | Бельгія    | Fud Leclerc            | Ton nom                                   |
| 1962 | Іспанія    | Victor Balaguer        | Llámame                                   |
| 1962 | Австрія    | Eleonore Schwarz       | Nur in der Wiener Luft                    |
| 1962 | Нідерланди | De Spelbrekers         | Katinka                                   |
| 1963 | Нідерланди | Annie Palmen           | Een speeldoos                             |
| 1963 | Норвегія   | Anita Thallaug         | Solhverv                                  |
| 1963 | Фінляндія  | Laila Halme            | Muistojeni laulu                          |
| 1963 | Швеція     | Monica Zetterlund      | En gång i Stockholm                       |
| 1964 | Німеччина  | Nora Nova              | Man gewöhnt sich so schnell an das Schöne |
| 1964 | Португалія | António Calvário       | Oração                                    |
| 1964 | Югославія  | Sabahudin Kurt         | Život je sklopio krug                     |
| 1964 | Швейцарія  | Anita Traversi         | I miei pensieri                           |
| 1965 | Іспанія    | Conchita Bautista      | ¡Qué bueno, qué bueno!                    |
| 1965 | Німеччина  | Ulla Wiesner           | Paradies, wo bist du?                     |
| 1965 | Бельгія    | Lize Marke             | Als het weer lente is                     |
| 1965 | Фінляндія  | Viktor Klimenko        | Aurinko laskee länteen                    |
| 1966 | Монако     | Tereza Kesovija        | Bien plus fort                            |
| 1966 | Італія     | Domenico Modugno       | Dio, come ti amo                          |
| 1967 | Швейцарія  | Géraldine Gaulier      | Quel cœur vas-tu briser?                  |
| 1970 | Люксембург | David Alexandre Winter | Je suis tombé du ciel                     |

### 1975—2016
| Рік  | Країна                    | Виконавець                     | Пісня                   |
| ---- | ------------------------- | ------------------------------ | ----------------------- |
| 1978 | Норвегія                  | Jahn Teigen                    | Mil etter mil           |
| 1981 | Норвегія                  | Finn Kalvik                    | Aldri i livet           |
| 1982 | Фінляндія                 | Kojo                           | Nuku pommiin            |
| 1983 | Іспанія                   | Remedios Amaya                 | ¿Quién maneja mi barca? |
| 1983 | Туреччина                 | Çetin Alp та The Short Waves   | Opera                   |
| 1987 | Туреччина                 | Seyyal Taner та Grup Locomotif | Şarkım Sevgi Üstüne     |
| 1988 | Австрія                   | Wilfried                       | Lisa Mona Lisa          |
| 1989 | Ісландія                  | Daníel Ágúst                   | Það sem enginn sér      |
| 1991 | Австрія                   | Thomas Forstner                | Venedig im Regen        |
| 1994 | Литва                     | Ovidijus Vyšniauskas           | Lopšinė mylimai         |
| 1997 | Норвегія                  | Tor Endresen                   | San Francisco           |
| 1997 | Португалія                | Célia Lawson                   | Antes do adeus          |
| 1998 | Швейцарія                 | Gunvor Guggisberg              | Lass ihn                |
| 2003 | Велика Британія           | Jemini                         | Cry Baby                |
| 2004 | Швейцарія                 |                                | Celebrate               |
| 2015 | Австрія (країна-господар) | The Makemakes                  | I Am Yours              |
| 2015 | Німеччина                 | Анн Софі                       | Black Smoke             |

Одразу після завершення Євробачення 2003, на якому британський гурт Jemini отримав нуль балів, було проведено онлайн-голосування для визначення того, яка пісня найменше заслуговує нульової оцінки, а яка найбільше. Пісня «¿Quién maneja mi barca?» (Іспанія, 1983) була визнана такою, що найменше заслуговує на нульову оцінку, а «Lisa Mona Lisa» (Австрія, 1988) — найбільше.
На Євробаченні 2012 пісня Echo (You and I) французької співачки Anggun не отримала жодних балів з телеголосування, але отримала бали від журі. В першому півфіналі того ж року пісня Would You? бельгійської співачки Iris отримала лише два бали з телеголосування, але ці два бали були від Албанії, яка не використовувала телеголосування, і результати телеголосування цієї країни визначалися журі. У 2007 році британський публіцист Тім Мур написав книгу «Nul Points», в якій опублікував інтерв'ю з виконавцями, які отримали нуль балів на Євробаченні.

### З 2016
| Телеголосування і журі |
| ---------------------- |

| Рік  | Країна          | Виконавець    | Пісня  |
| ---- | --------------- | ------------- | ------ |
| 2021 | Велика Британія | Джеймс Ньюман | Embers |

| Рік  | Країна          | Виконавець         | Пісня              |
| ---- | --------------- | ------------------ | ------------------ |
| 2016 | Чехія           | Габріела Гунчікова | I Stand            |
| 2017 | Австрія         | Натан Трент        | Running on Air     |
| 2019 | Німеччина       | S!sters            | Sister             |
| 2021 | Велика Британія | Джеймс Ньюман      | Embers             |
| 2021 | Іспанія         | Блас Канто         | Voy a quedarme     |
| 2021 | Німеччина       | Єндрік             | I don't feel hate  |
| 2021 | Нідерланди      | Жангю Макрой       | Birth of a new age |
| 2022 | Швейцарія       | Маріус Бер         | Boys Do Cry        |
| 2024 | Велика Британія | Оллі Александер    | Dizzy              |

| Рік  | Країна          | Виконавець    | Пісня                |
| ---- | --------------- | ------------- | -------------------- |
| 2017 | Іспанія         | Манель Наваро | Do It For Your Lover |
| 2019 | Ізраїль         | Кобі Марімі   | Home                 |
| 2021 | Велика Британія | Джеймс Ньюман | Embers               |
| 2022 | Німеччина       | Малік Гарріс  | «Rockstars»          |

### Півфінали
До 2016:
| Рік  | Країна    | Виконавець                       | Пісня       |
| ---- | --------- | -------------------------------- | ----------- |
| 2004 | Швейцарія | Piero Esteriore & The MusicStars | Celebrate   |
| 2009 | Чехія     | Gypsy.cz                         | Aven Romale |

З 2016:
| Рік  | Країна      | Виконавець       | Пісня               |
| ---- | ----------- | ---------------- | ------------------- |
| 2017 | Мальта      | Клаудія Феніелло | Breathlessly        |
| 2018 | Ісландія    | Арі Олафсон      | Our Choice          |
| 2019 | Австрія     | Паенда           | Limits              |
| 2021 | Чехія       | Бенні Крісто     | Omaga               |
| 2022 | Азербайджан | Надір Рустемлі   | «Fade to Black»     |
| 2023 | Румунія     | Теодор Андрей    | D.G.T. (Off and on) |
| 2023 | Сан-Марино  | Piqued Jacks     | Like an Animal      |

| Рік  | Країна     | Виконавець                         | Пісня               |
| ---- | ---------- | ---------------------------------- | ------------------- |
| 2017 | Сан-Марино | Валентина Монетта та Джіммі Вілсон | Spirit Of The Night |

## «Сусідське» голосування
Існує добре помітна закономірність, що країни часто голосують за своїх сусідів, хоча не існує єдиної думки чому це відбувається. Найбільш популярними поясненнями цьому є політична близькість сусідських країн або ж подібність музичних смаків у сусідів. Можна виділити такі блоки країн, члени яких регулярно голосують один за одного:
- Східноєвропейські країни: Україна, Білорусь, Росія, Молдова, Грузія, Вірменія, Азербайджан, Литва, Латвія, Естонія, Польща, Чехія
- Балканські країни: Сербія, Хорватія, Боснія і Герцеговина, Словенія, Чорногорія, Македонія
- Скандинавські країни: Швеція, Норвегія, Данія, Фінляндія, Ісландія

або пари країн, які регулярно голосують одна за одну:
- Греція та Кіпр
- Греція та Албанія
- Румунія та Молдова
- Іспанія та Португалія
- Велика Британія та Ірландія
- Азербайджан та Туреччина
- Естонія та Фінляндія

Також діаспори в різних європейських країнах часто голосують за країну свого походження, наприклад:
- Німеччина → Росія, Туреччина, Греція, Польща
- Франція, Бельгія → Вірменія
- Ірландія, Велика Британія → Польща, Латвія, Литва
- Іспанія → Румунія
- Італія, Швейцарія → Албанія